# Новгородский музей-заповедник
Новгородский государственный объединённый музей-заповедник (НГОМЗ) — государственный музей, охватывающий территорию Великого Новгорода и Новгородской области с дирекцией в новгородском Детинце. Ведёт свою историю от основанного в 1865 году Музея древностей; ныне существующее музейное объединение, включающее ряд экспозиций и филиалов, образовано в 1976 году.

## История
Первый Новгородский музей был основан в 1865 году и первоначально назывался «Новгородский музей древностей при Губернском статистическом комитете». Его открытие связано с празднованием в этот период 1000-летия Российского государства. Инициатором создания музея выступил Н. Г. Богословский.

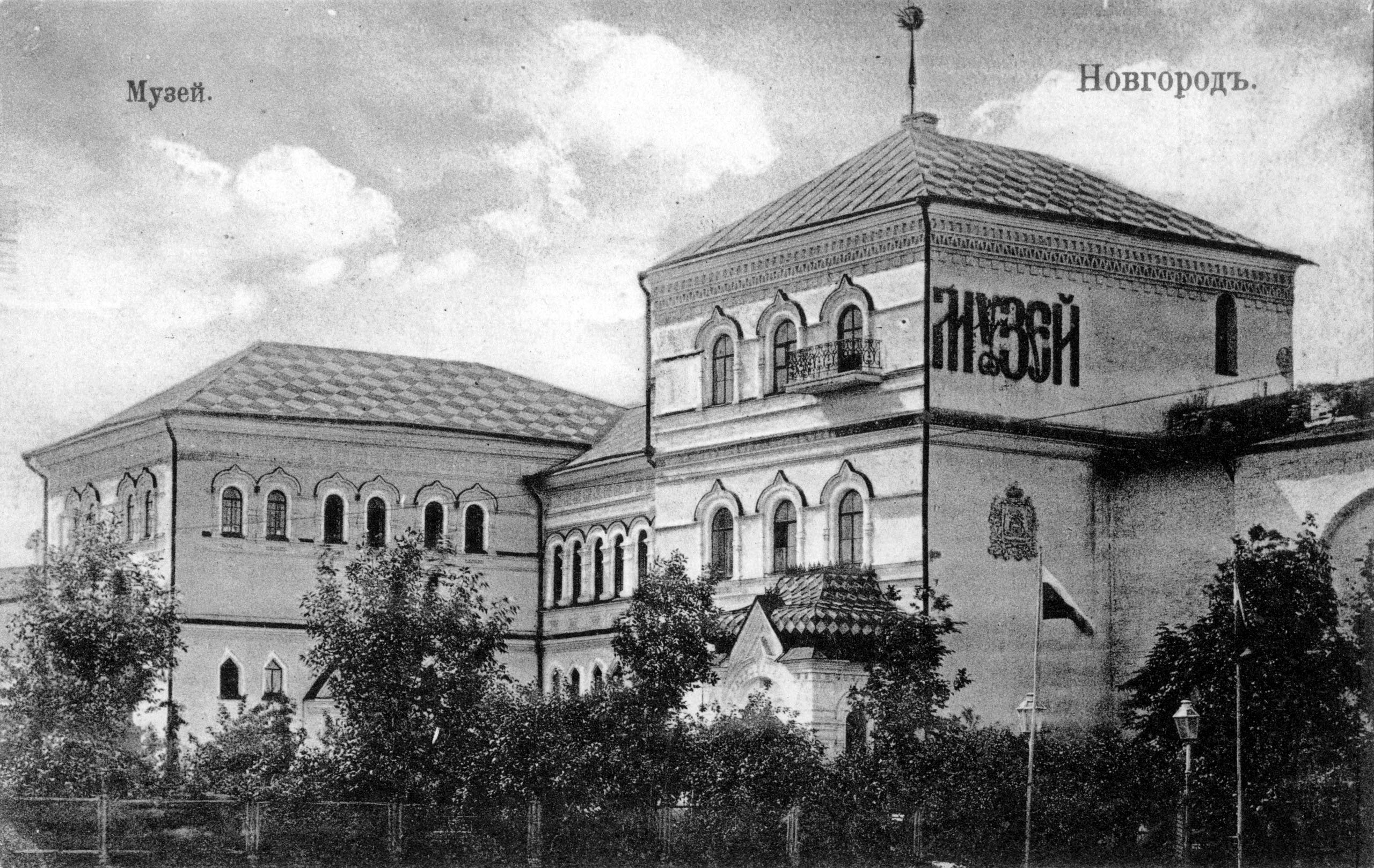
Здание музея на открытке 1913 года

Краткая хронология основных дат в жизни музея:
- 1913 год — создаётся Новгородское епархиальное древлехранилище.
- С 1921 по 1928 год в Новгороде, кроме уже существовавшего, было открыто ещё несколько новых музеев:
  - 1921 год — Музей революции, Музей народного образования, частный Музей имени Л. Н. Толстого (создатель и владелец В. А. Молочников);
  - 1924 год — Музей нового русского искусства (Новгородская картинная галерея);
  - 1928 год — Антирелигиозный музей.
- 1929 год — сеть новгородских музеев объединяется под руководством Правления — единого руководящего органа.

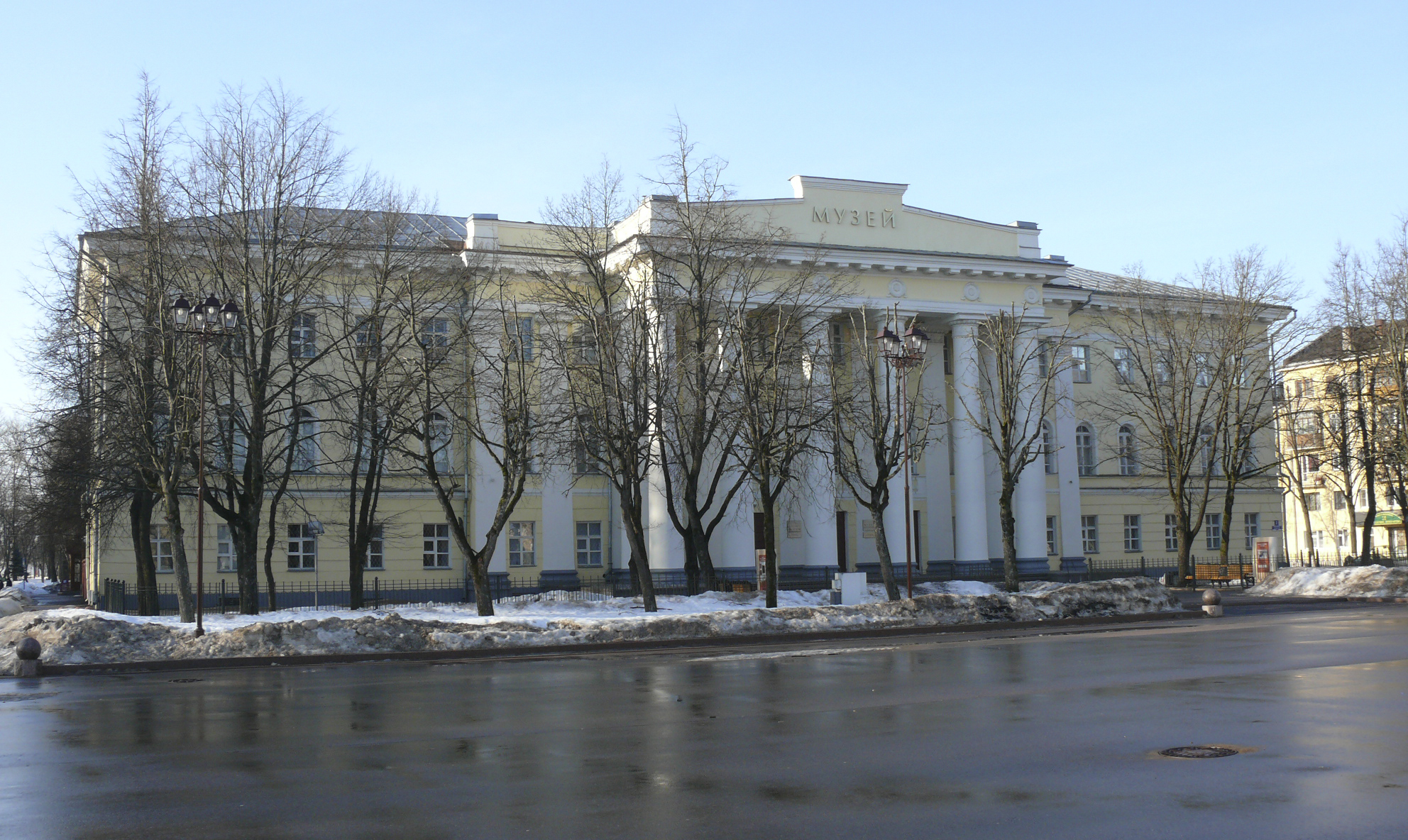
Музей изобразительных искусств в здании Дворянского собрания в Великом Новгороде

В послереволюционное время новгородские музейные фонды пополнялись в основном благодаря национализации церковного и усадебного имущества (были расформированы музеи-усадьбы «Марьино», «Грузино», «Выбити») а также из ликвидированных частных музеев В. В. Передольского (Музея древностей) и В. А. Молочникова. С начала 1930-х годов пополнение начало поступать от деятельности археологических экспедиций.
- С 1917 по 1940 годы в ведение Новгородского музея передаются все архитектурные, исторические и художественные памятники Новгорода.
- С 1933 по 1934 гг. работа музея была серьёзно нарушена развернувшимися по всей стране судебными преследованиями. Обвинения также были выдвинуты против Н. Г. Порфиридова (директор Новгородского музея с 1918 по 1932 год)[3], сотрудников музея С. М. Смирнова[4], В. В. Шевякова, а также В. В. Передольского и В. А. Молочникова. Кроме того, многие другие сотрудники были отстранены от дел.
- 1936 год — на территории Новгорода и Новгородской области начали активно проводиться исследовательские и реставрационные работы. К 1940 году в фондах музея насчитывалось уже около 140 000 единиц хранения. В 1941 году с момента начала Великой Отечественной войны и до 19 августа 1941 года, когда немецкие войска оккупировали Новгород, музей вёл интенсивную работу по сбору и эвакуации наиболее ценных экспонатов. Благодаря самоотверженной работе Н. Г. Порфиридова, В. А. Богусевича, Б. К. Мантейфеля и других людей[5] за два месяца спешных работ удалось вывезти множество ценнейших экспонатов в Советск, Кириллов и Киров. Однако потерь избежать не удалось. Множество памятников старины было уничтожено в ходе боёв или вывезено в Германию.
- 1944 год — спустя некоторое время после освобождения Новгорода (20 января 1944 года), начинается активная деятельность по возвращению эвакуированных ценностей и восстановлению Новгородского краеведческого музея.
- 1959 год — Новгородский музей был реорганизован в Новгородский историко-архитектурный и художественный музей-заповедник республиканского значения, в результате чего к его ведению были приписаны архитектурный ансамбль новгородского Детинца, Ярославова Дворища и ещё 11 памятников архитектуры.
- 1962 год — появляется первый не новгородский филиал музея в деревне Сябреницы Чудовского района — Дом-музей писателя Г. И. Успенского.
- 1966 год — музей объединяет под своим началом краеведческие музеи Старой Руссы и Валдая.
- 1967 год — образован Музей народного деревянного зодчества «Витославлицы».
- 1975 год — в здании Присутственных мест открывается экспозиция «История Новгорода и Новгородского края», включившая в себя историко-археологические находки и экспонаты с древнейших времен до XVII в.
- 26 января 1976 года решением Новгородского облисполкома образуется Новгородский государственный объединённый музей-заповедник (НГОМЗ), включивший в себя все вышеуказанные экспозиции и филиалы. Он стал единым организационным, экономическим и научным учреждением.

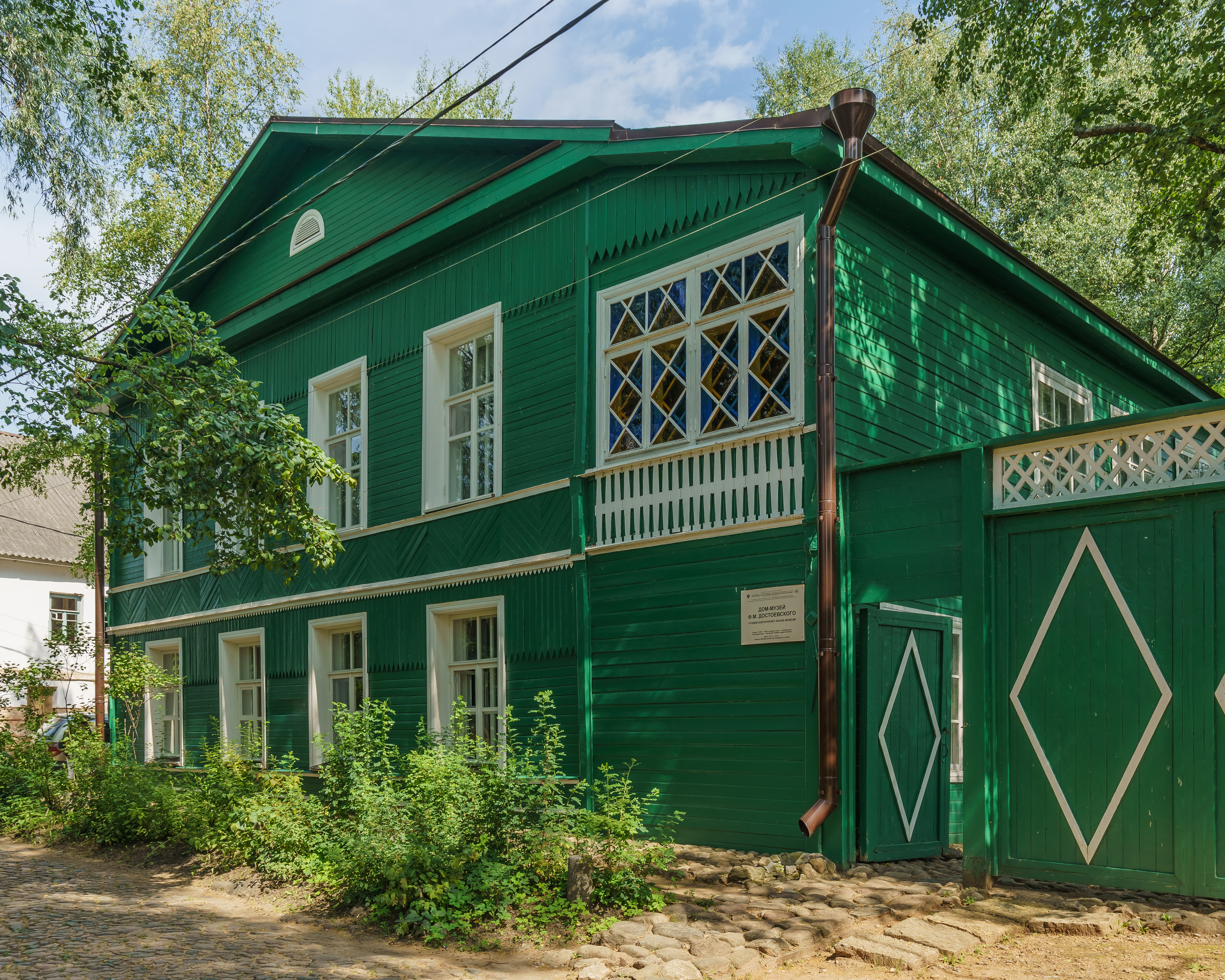
Дом-музей Ф. М. Достоевского в Старой Руссе

- 1980 год — в здании Присутственных мест открывается экспозиция «Древнерусская иконопись» и «Русская живопись XVIII—XX веков».
- 1981 год — в здании Владычной (Грановитой) палаты открывается выставка «Декоративно-прикладное и ювелирное искусство Древней Руси».
- 1981 год — в доме-музее Ф. М. Достоевского в Старой Руссе открывается мемориальная экспозиция.
- 1989 год — в Боровичском филиале открыта экспозиция «История Боровичского края».
- 1992 год — XVI Сессия Генеральной Ассамблеи ЮНЕСКО приняла решение включить архитектурные памятники Новгородского музея-заповедника в Список Всемирного культурного наследия.
- 1993 год — Администрация Новгородской области приняла решение передать музею-заповеднику здание Дворянского собрания для размещения в его залах Музея изобразительных искусств.
- 1995 год — в Валдайском филиале открыт Музей колоколов.
- 1998 год — Указом Президента РФ от 15 января НГОМЗ включён в Свод особо ценных объектов культурного наследия народов России.
- 1998 год — в Валдайском филиале открыт Музей уездного города.
- 2015 год — в Валдайском филиале открыт Музейный колокольный центр

## Коллекции и экспозиции

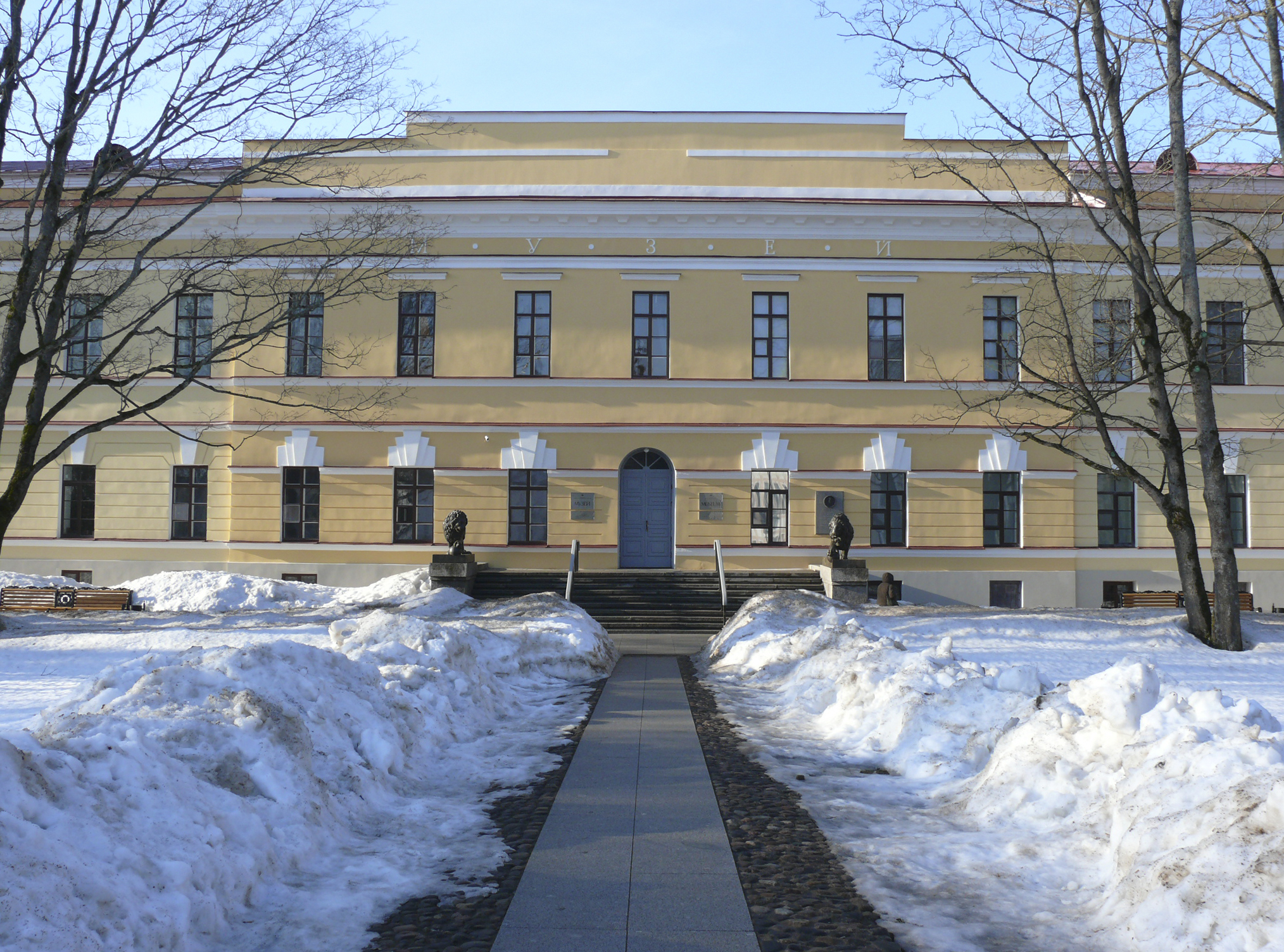
Новгородский музей в здании Присутственных мест в Детинце

Сегодня Новгородский объединённый музей-заповедник является одним из старейших в России. Его собрание насчитывает более 650 000 единиц хранения, в том числе более 350 000 предметов основного фонда. В общей сложности музейное объединение имеет 36 экспозиций и стационарных выставок; в его ведении находится 170 зданий, 95 из которых — памятники архитектуры XII—XIX веков.
Музей имеет 10 уникальных коллекций:
- Археологическая. Включает в себя материалы археологических изысканий, активно ведущихся с 1932 года. Эта коллекция является самым большим в мире собранием средневековых археологических предметов, и имеет эталонный характер.
- Архитектурно-археологическая. Включает материалы исследований архитектурных памятников XI—XVII вв. Великого Новгорода и других городов России этого же периода. Комплексы разрушенных во время ВОВ и воссозданных (или частично воссозданных) фресок XII—XV вв.
- Древнерусская иконопись XI—XVII вв. В коллекции представлены древнейшие иконы как Новгородской школы иконописи, так и иконы из других городов России.
- Древнее ювелирное искусство X—XVII в. Состоит из древнейших на территории России образцов византийского и русского декоративно-прикладного искусства.
- Древнерусское лицевое и орнаментальное шитьё XI—XVII вв.
- Рукописная и старопечатная книга XII—XVIII вв.
- Русские монеты X—XVII вв. (допетровский период).
- Документальные письменные источники XII—XVII вв., среди которых древнейшие подлинные актовые материалы русской истории.
- Русские колокола XVI—XVII вв.
- Древнерусские актовые печати XI—XV вв.

В состав объединённого музея-заповедника входят:

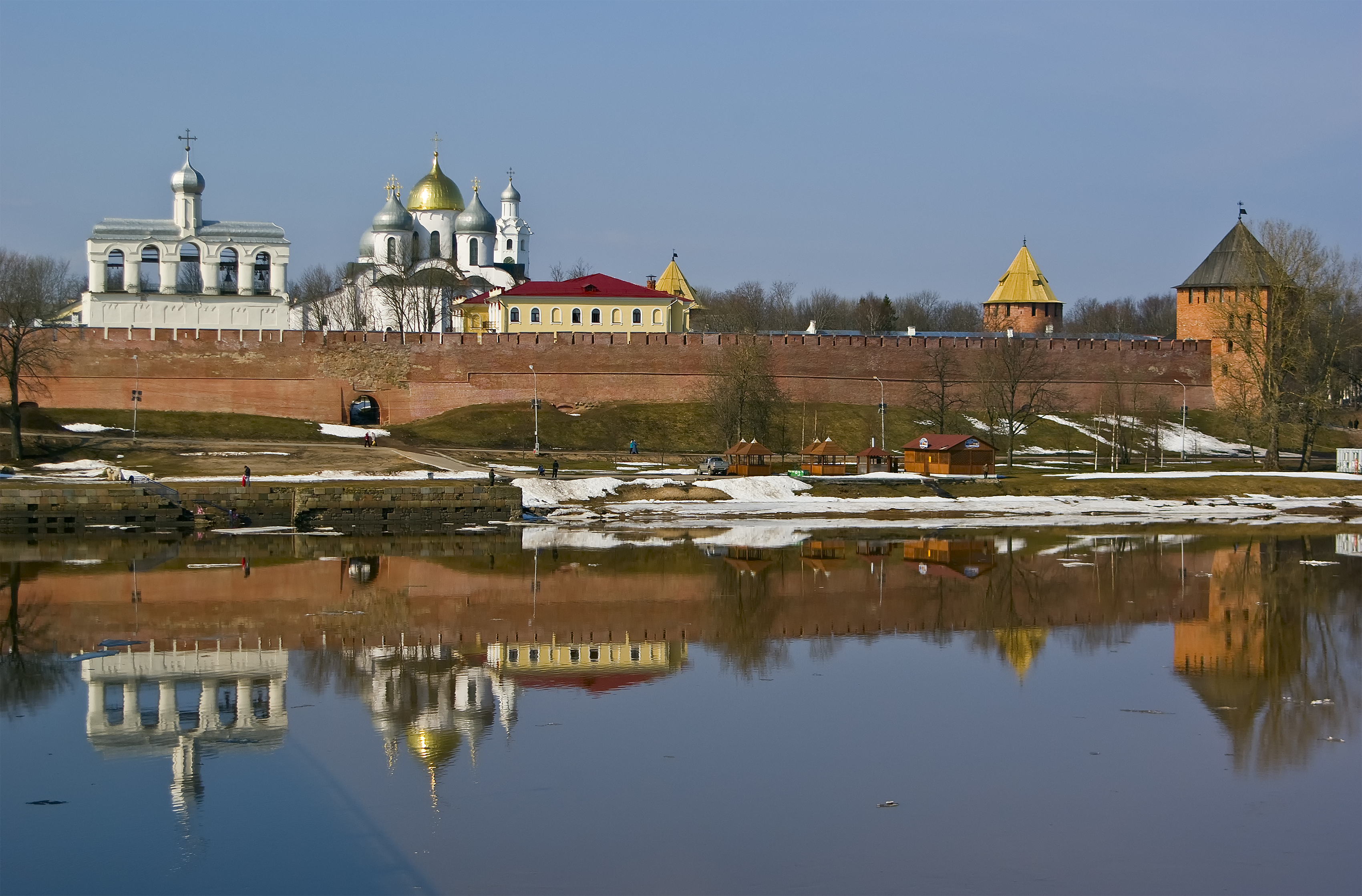
Ансамбль Новгородского кремля (2010 г.)

- Ансамбль Новгородского кремля (в том числе главное здание музея, Владычная палата, Музей письменности и пр.),
- Зверин-Покровский монастырь
- Церковь Петра и Павла в Кожевниках (1406 г)
- Алексеевская башня (1584 г)
- Церковь Спаса Преображения (1374 г)
- Знаменский собор (1688 г)
- Церковь Феодора Стратилата на Ручью (1361 г)
- Храмовые постройки бывшего Антониева монастыря
- Николо-Дворищенский собор (1136 г)
- Церковь Параскевы Пятницы на Торгу (1207 г)
- Церковь Георгия на Торгу
- Воротная башня Гостиного двора (1686 г)
- Храм Жен Мироносиц (1510 г)

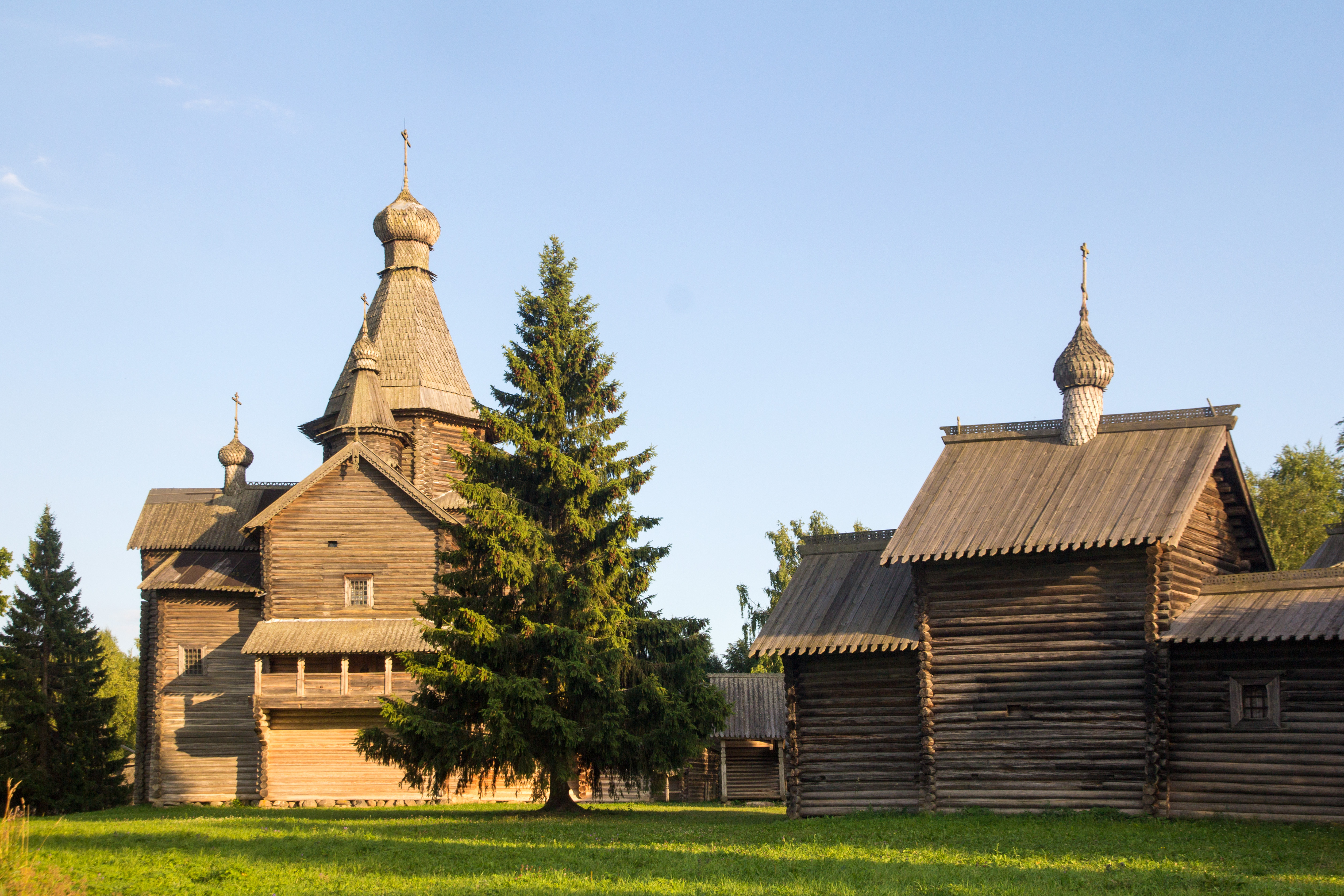
Музей народного деревянного зодчества «Витославлицы»

- Музей народного деревянного зодчества «Витославлицы»
- Церковь Спаса на Ковалёве (1345 г)
- Церковь Спаса на Нередице (1198 г)
- Церковь Благовещения на Городище (1343 г)
- Церковь Благовещения в Аркажах (1179 г)
- Церковь Успения на Волотовом поле (1352 г)
- Церковь Николы на Липне (1292 г)

В фонды музея детьми Людмилы Дионисьевны Джованни (в замужестве фон Трапп, 1919—2011) передан «Альбом Милы» (ф. Р-35) — фотоальбом и коллекция зарисовок Новгорода, сделанных молодой художницей в годы фашистской оккупации, а также фотодокументы её предков по матери, семьи Слезскинских, известных новгородских краеведов.

## Филиалы
Новгородский объединённый музей-заповедник, кроме центральных экспозиций и экспонатов в Великом Новгороде, имеет областные филиалы:
- Старорусский филиал, включая Дом-музей Ф. М. Достоевского, Музей романа «Братья Карамазовы» и Музей Северо-Западного фронта.
- Валдайский филиал[10], с Музеем колоколов и Музеем уездного города
- Боровичский филиал, с Музеем-усадьбой А. В. Суворова в селе Кончанское.
- Чудовский филиал, включая Дом-музей Н. А. Некрасова и Дом-музей Г. И. Успенского в деревне Успенское.

## Награды
- Благодарность Министра культуры и массовых коммуникаций Российской Федерации (5 мая 2005 года) — за успешную плодотворную деятельность по сохранению и популяризации историко-культурного наследия Новгородского края и в связи со 140-летием со дня основания Федерального государственного учреждения культуры «Новгородский государственный объединенный музей-заповедник»[11].